# На японской войне
«На японской войне» — записки или очерковая повесть — произведение русского писателя Викентия Викентьевича Вересаева, написанное в 1906—1907 годах по возвращении с фронта Русско-японской войны, где он служил врачом полевого госпиталя.
Произведение легло в основу части сюжета художественного фильма 2017 года «Анна Каренина. История Вронского».

## Содержание
Во время Русско-японской войны в июне 1904 года как врач запаса В. Вересаев был призван на военную службу, на фронт выехал в августе 1904 года, и вернулся с войны в начале 1906 года. Участвовал в качестве врача полевого госпиталя в боях на реке Шахе, в Мукденском сражении.
Произведение состоит из 12 глав, в которых описываются события от получения повестки о мобилизации до возвращения с фронта домой.
Практически документальное описание событий и подробностей армейской жизни сопряжено с размышлениями об увиденном.

«Записки» представляют собой своеобразный дневник очевидца событий. Вересаев рассказывает о мобилизации солдат, о военных событиях, о карьеризме высших чинов и патриотизме русского солдата, передаёт настроения русских офицеров и солдат во время военных действий и наступившей революции. Открываются «Записки» знаменательным вопросом: «Из-за чего эта война? Никто не знал». В каждой главе «Записок» на различном материале раскрывается подлинный характер ненужной народу войны. Вересаев подмечает, как нарастает вражда народа к самодержавию.
— История русской литературы конца XIX — начала XX века / А. Г Соколов. — М.: Высшая школа, 1984. — 359 с. — С. 55

## История
Работу над произведением Вересаев начал сразу же после возвращения с фронта, уже 13 января 1906 года он сообщил Максиму Горькому, что намерен написать очерки о минувшей войне. Летом 1906 года глава «В Мукдене» (ставшая затем третьей в произведении) была опубликована в июньском номере журнала «Образование». К ноябрю написал ещё несколько глав, и первые четыре выслал редакции сборников «Знание», последние главы были завершены летом 1907 года.
Под названием «На войне» произведение печаталось в XVII, XVIII, XIX, XX сборниках товарищества «Знание», выходивших в 1907—1908 годах, при этом третья глава книги («В Мукдене») была напечатана в переработанном виде по сравнению с первой публикацией в журнале «Образование».
По цензурным соображениям редакция «Знания» вынуждена была произвести сокращения текста, особенно это относится к последней главе «Домой». Известно, что XVIII номер сборника был арестован цензурой, но это произошло не из-за произведения Вересаева, а потому, что в нём печатался роман «Мать» Максима Горького; впрочем, к моменту изъятия почти весь тираж был уже распродан.
Подлинный текст записок под новым заглавием «На японской войне» был напечатан в советское время в V томе Полного собрания сочинений Вересаева в 1928 году.

## Критика
Критикой признано, что в русской литературе это произведение писателя, а также его цикл «Рассказов о войне» — самые значительные произведения о русско-японской войне.

Эти записки были наиболее значительным художественным произведением, посвящённым русско-японской войне. Вересаев даёт в них глубокую характеристику настроений, господствовавших в обществе в связи с объявлением войны. Он показывает картины мобилизации солдат, их проводов на войну, рисует тяжкий воинский путь.
— История русской литературы: Литература 1890—1917 годов / Институт русской литературы (Пушкинский дом). — М.: Издательство Академии наук СССР, 1954

Записки «На войне» и цикл «Рассказов о войне» — лучшее, что было создано в литературе о русско-японской войне и начинающейся революции.
— Литературовед Борис Васильевич Михайловский
Максим Горький писал, что события войны нашли в лице Вересаева «трезвого, честного свидетеля» При этом в литературоведении отмечается, что эти записки — не субъективное мнение о русско-японской войне одного из её участников: по пути на фронт, в дни самой войны автор встречался со многими солдатами, офицерами, слушал их мнения о происходящих событиях — и это «мнение народное» и является основой произведения.

«На японской войне» — это, конечно, не просто военный дневник писателя. Это очерковая повесть, созданная по заранее обдуманному композиционному плану, да и написана она в основном уже по возвращении В. Вересаева в Россию. Записки — кульминационное произведение его дооктябрьского творчества. В них на конкретном материале русской жизни писатель впервые столь определённо раскрыл тему двух властей — власти самодержавной и власти народной.
— Ю. У. Фохт-Бабушкин
При том, что дореволюционная критика обвиняла писателя в антипатриотизме и даже литературной безграмотности, советское литературоведение оценивало произведение как реалистично, с использованием сатирического метода, отражающее «некрасивую изнанку боевых действий», приводя как пример типичную его оценку А. Ф. Силенко:

Цензура яростно обрушилась на Вересаева за его сатирическое изображение самодержавно-крепостнической системы управления страной, за правдивый показ продажности, казнокрадства, бездарности и тупости царской военщины <…> Писатель прославлял русский народ, русского солдата, показывал его мужество, храбрость, находчивость. <…> Он разоблачал антинародную политику царского правительства, рассчитывавшего на то, что война поможет ему остановить революцию.